# Rullande materiel
Rullande materiel är i spårtrafik ett sammanfattande namn på alla anordningar som kan rulla längs rälsen, såsom lok, vagnar, motorvagnar och dressiner.